# 車神超激戰
車神超激戰（韓語：터닝메카드）是一部由韓國的動畫，于2015年2月3日在KBS第2頻道首播。大结局于2017年11月19日播出。
該動畫首播期間，同名的玩具在韩国本土风靡一时，玩具的製造商Choirock的股价一度从2,980韩元升至2015年的 8,750韩元值。2015年，该公司的收入達到创纪录的1,250亿韩元，其中80%的收入要歸功於車神超激戰玩具。 然而2017年，車神超激戰玩具的销量大幅放缓。 

## 相关系列
- 变射飞车
- 爆裂飞车
- 猎车兽魂/爆速合体/超变兽车侠
- 跳跃战士
- 心奇爆龙战车